# Joanna Bator
Joanna Bator (Wałbrzych, 2 febbraio 1968) è una scrittrice, giornalista e attivista polacca.
Ha vinto il premio letterario Nike nel 2013.

## Biografia
Bator è nata nella città di Wałbrzych nel Voivodato della Bassa Slesia, nel sud-ovest della Polonia. Ha studiato Studi culturali all'Università di Varsavia. Si è anche laureata alla Scuola di Scienze sociali affiliata all'Accademia polacca delle scienze di Varsavia. La sua tesi di dottorato riguardava gli aspetti filosofici della teoria e del discorso femminista relativi alla psicoanalisi e al postmodernismo. Negli anni 1999-2008 ha lavorato come assistente professore presso il Dipartimento di Filosofia e Sociologia dell'Accademia polacca delle scienze. Tra il 2007 e il 2011 ha tenuto conferenze presso l'Accademia polacco-giapponese di tecnologia dell'informazione. Ha anche preso parte a numerose progetti con borse di studio, tra cui la New School for Social Research a New York e la Japan Foundation a Tokyo.
È nota per il suo vivo interesse per la cultura giapponese. Il primo libro di Bator sul Giappone è stato Japoński wachlarz ("Il fan giapponese"), scritto dopo il suo soggiorno di due anni in Giappone.
Ha scritto numerosi libri, sia di narrativa che di saggistica. I suoi titoli come Japoński wachlarz e Piaskowa Góra hanno ricevuto ampi consensi nel suo paese nativo. Nel 2010, è stata candidata al Premio letterario Gdynia e al Nagroda Literacka Nike per il suo libro Piaskowa Góra. Nel 2013, il suo romanzo Ciemno, prawie noc ("Scuro, quasi notte") ha vinto il Nike, il principale premio letterario polacco.
Ha anche lavorato come editorialista per il quotidiano Gazeta Wyborcza e per Pani e ha pubblicato articoli su riviste come Tygodnik Powszechny, Twórczość, Bluszcz, Czas kultury e Kultura i społeczeństwo. È stata membro della giuria del Premio Ryszard Kapuściński.
Nel 2014 è stata la seconda Friedrich Dürrenmatt Guest Professor for World Literature presso l'Università di Berna.

## Opere

### Romanzi
- Feminizm, postmodernizm, psychoanliza, Wydawnictwo Słowo Obraz Terytoria, Danzica, 2001. ISBN 978-83-885-6077-4
- Kobieta, Wydawnictwo Twój Styl, Varsavia, 2002. ISBN 83-7163-251-7
- Japoński wachlarz. Powroty, Wydawnictwo Twój Styl, Varsavia, 2004.
  - Japoński wachlarz. Powroty, Wydawnictwo W.A.B., Varsavia, 2011. ISBN 978-83-2805-437-0
- Piaskowa Góra, Wydawnictwo W. A. B., Varsavia, 2009. ISBN 978-83-7414-977-8
  - Il romanzo è stato pubblicato in Italia da Voland nel 2022 con il titolo Montagna di sabbia. ISBN 978-88-6243-479-9
- Chmurdalia, Wydawnictwo W. A. B., Varsavia, 2010. ISBN 978-83-7414-737-8
- Ciemno, prawie noc, Wydawnictwo W. A. B., Varsavia, 2012. ISBN 978-83-7747-827-1
- Rekin z parku Yoyogi, Wydawnictwo W. A. B., Varsavia, 2014. ISBN 978-83-7747-975-9
- Wyspa Łza, Wydawnictwo Znak, Cracovia, 2015. ISBN 978-83-240-3279-2
- Rok królika, Wydawnictwo Znak, Cracovia, 2016. ISBN 978-83-240-6340-6
- Purezento, Wydawnictwo Znak, Cracovia, 2017. ISBN 978-83-240-5027-7
- Gorzko, gorzko, Wydawnictwo Znak, Cracovia, 2020. ISBN 978-83-240-6103-7

### Saggi
- Ucieleśnienia. Język, praktyka, reprezentacja (con A. Wieczorkiewicz), IFIS, Varsavia, 2007.
- Ucieleśnienia II. Płeć między ciałem i tekstem (con A. Wieczorkiewicz), IFIS, Varsavia, 2008.
- Lost Words, Lost Worlds: Eine europäische Sprachreise, Edition fotoTAPETA, Berlino, 2013. ISBN 978-3-940524-20-1

## Riconoscimenti
- 2005: Nagroda im. Beaty Pawlak per Japoński wachlarz. Powroty
- 2013: Nike (Literaturpreis) per Ciemno, prawie noc
- 2017: Internationaler Stefan-Heym-Preis
- 2017: Usedomer Literaturpreis
- 2018: Preisträger Internationaler Hermann-Hesse-Preis
- 2024: Premio di Stato austriaco per la letteratura europea[6]